# Preuve
Pour les articles homonymes, voir Preuve (homonymie).
« Pièce à conviction » redirige ici. Pour l'émission de télévision, voir Pièces à conviction.
 (novembre 2012).
Si vous disposez d'ouvrages ou d'articles de référence ou si vous connaissez des sites web de qualité traitant du thème abordé ici, merci de compléter l'article en donnant les références utiles à sa vérifiabilité et en les liant à la section « Notes et références ».
 (novembre 2012).
Une preuve (en science ou en droit) est un fait ou un raisonnement propre à établir la vérité.
Une preuve est associée à son niveau d'incertitude quand elle est utilisée. Les éléments inductifs et déductifs qui y sont attachés lui confèrent donc un certain niveau d'incertitude. L'évaluation intuitive de ce niveau détermine le degré de confiance qu'il est possible d'apporter à la preuve. La plupart des preuves utilisées dans la vie courante sont communément admises comme étant dignes de confiance.
Si le niveau de confiance d'une information n'est pas suffisant, on parlera alors de soupçon, de présomption ou d'indice, mais des indices concourants peuvent mutuellement renforcer leur niveau de confiance et être alors considérés comme équivalant à une preuve et acceptés comme telle. On parlera ensuite de faisceau de présomptions.
La théorie des probabilités permet de démontrer que l'ajout de conditions à une preuve non certaine peut augmenter ou diminuer son niveau de confiance : de la certitude ou au rejet (l'ajout d'une pièce à un dossier juridique peut augmenter ou diminuer l'estimation de culpabilité et même la garantir ou la rejeter totalement). Cependant, en aucun cas l'ajout de conditions à une preuve certaine ne peut changer son caractère certain. Si cela devait arriver, cela signifierait que la preuve n'était pas aussi sûre qu'on le croyait.

## Histoire de l'administration de la preuve
Ce que l'on appelle une preuve peut varier au cours de l'histoire, ainsi que la manière dont elle est administrée.
Le sociologue Gérald Bronner qualifie d'« effet Fort » la méthode argumentative fallacieuse de l'administration de la preuve inaugurée par Charles Hoy Fort dans Le Livre des damnés en 1919. Afin de prouver certaines de ses théories, l'écrivain constitue des « millefeuilles argumentatifs » puisant chacun dans une discipline scientifique pointue. Chacun de ces arguments, pris isolément, est faible, mais l'ensemble constitue « un argumentaire qui paraît convenable au profane, impressionné par une telle culture universelle et pas plus compétent que motivé pour aller chercher, point par point, les informations techniques qui lui permettraient de révoquer l'attraction que ces croyances vont exercer sur lui ». Bronner estime que les produits fortéens « caractérise[nt] de plus en plus fréquemment les produits frelatés qui peuvent s'échanger sur le marché cognitif contemporain », en particulier sur Internet, citant à l'appui le Da Vinci Code et « les mythes du complot contemporains ».

## Différents types de preuves
- En mathématiques et en informatique théorique le terme preuve est parfois employé comme un synonyme de démonstration[2].
- En droit, la preuve est utilisée pour établir la vérité lors d'un procès.
  - Charge de la preuve (droit)
  - Droit de la preuve civile au Québec
  - Preuve en droit civil français
  - Preuve en droit pénal français
  - Loi sur la preuve (en common law)
- En informatique, la preuve électronique comprend des données collectées de manière automatique par des ordinateurs et qui sont susceptibles de prouver l'usage qui a été fait d'un système d'information et d'identifier l'utilisateur.
- En sciences expérimentales, on parle de preuve expérimentale lorsque le résultat d'une expérience permet de valider ou au contraire d'invalider une théorie. Néanmoins, le statut de preuve en sciences est complexe. Certaines perspectives épistémologiques contestent même l'idée qu'une théorie puisse être dite prouvée ; c.f. le débat entre empirisme logique et Karl Popper.
- Dans la médecine moderne, l'évaluation des thérapeutiques repose souvent sur une approche empirique dite « Médecine fondée sur les preuves » ou « fondée sur les faits » qui consiste à collecter de la manière la plus rigoureuse possible des données quantitatives concernant leur efficacité.